# Shūto Nakano
Shūto Nakano (japanisch 中野 就斗 Nakano Shūto; * 27. Juni 2000 in Ōme, Präfektur Tokio) ist ein japanischer Fußballspieler.

## Karriere
Shūto Nakano erlernte das Fußballspielen in der Schulmannschaft der Kiryu Daiichi High School sowie in der Universitätsmannschaft der Toin University of Yokohama. 2012 spielte er 12-mal für den Toin University of Yokohama FC in der Regionalliga. Am 3. Februar 2022 wurde er bis Saisonende an Sanfrecce Hiroshima ausgeliehen. Der Verein aus Hiroshima, einer Hafenstadt im Südwesten der japanischen Hauptinsel Honshū, spielt in der ersten japanischen Liga, der J1 League. Sein Erstligadebüt gab Shūto Nakano am 19. Februar 2022 (1. Spieltag) im Heimspiel gegen Sagan Tosu. Hier wurde er in der 56. Minute für Tomoya Fujii eingewechselt. Das Spiel endete 0:0. Nach der Ausleihe wurde er am 1. Februar 2023 fest von Sanfrecce unter Vertrag genommen. Am Ende der Saison 2024 wurde er mit Sanfrecce Hiroshima Vizemeister der Liga. Am 8. Februar 2025 gewann er mit Sanfrecce Hiroshima den japanischen Supercup. Das Spiel gegen den Meister Vissel Kōbe gewann man mit 2:0.

## Erfolge
Sanfrecce Hiroshima
- Japanischer Vizemeister: 2024
- Japanischer Supercup-Sieger: 2025